# 外交政策
外交政策（英語：Foreign policy，或稱對外政策）是指主权国家所正式採取的對外交往方針，並以維護其国家利益為宗旨；主導外交政策的部門則稱作外交部。近年來，由於全球化和自由貿易的程度日益深化，国家亦有需要跟其他政治實體互動。上述的互動持續被評價和監察，以祈把多邊國際合作的利益最大化。因著國家利益極為顯著的重要性，外交政策均由政府通過高層決策過程制定。要滿足國家利益可以通過跟其他國家和平合作，又或通過剝削。一般來說，制定外交政策是由政府首脑及外交部长負責。一些國家的立法机关對外交政策有顯著的監督權力。

## 歷史
古希臘哲學家亞里士多德形容人類為社交動物。所以，友誼和聯繫自古以來都存在於人與人之間。一如人類把各式事務組織化一樣，人類之間的關係亦被組織化地處理。故此，外交政策可以追溯至原始時期。對外關係在人類生活中出現的源起，以及對制定外交政策以處理這些關係的需求，就跟人類群居生活的歷史一樣悠久。聖經、荷馬史詩、希羅多德和修昔底德所記的歷史，以及大量其他古代文獻，都記載著與外國人打交道的經驗。中國和印度的古文獻亦有著墨於思考如何管理人與人的關係。

### 後文藝復興中世紀時
在中世紀時期的歐洲，政治哲學家如尼可洛·馬基維利、讓·博丹、胡果·格老秀斯、湯瑪斯·霍布斯、Samuel von Pufendorf、大衛·休謨和讓-雅克·盧騷等，提出有需要設定規則，以規範當時正在興起的主權國族國家之間的互動。18至19世紀期間，伊曼努尔·康德、杰里米·边沁、約翰·戈特利布·費希特、格奥尔格·威廉·弗里德里希·黑格尔、Rank及约翰·斯图尔特·密尔等人的政治理論亦有觸及歐洲國家之間的關係。不過，在那個階段，國際關係仍然是個附屬於一般政治理論的概念，而非一個個別的研究主題。在那個年代，對外關係不是普羅大眾的事。

### 20世紀
單單在20世紀就發生過两次世界大戰，國際關係亦因而為大眾所關注，並成為一個重要的學術及研究領域。第二次世界大戰後至1960年代期間，世界各國的學者發表大量研究和理論，其中以美國學者尤甚。這些研究集中於國際關係而非外交政策。逐漸地，多個理論圍繞著國際關係、國際組織體系以及國際政治等主題發展。主權國家處理國際關係的起步點是外交政策，不過對外交政策理論的需要，卻只得到極少的關注。這是因為在當時，各國政府仍然認為外交政策是不適合公開讓群眾知道的，並予以官方保密，有別於今天各國相對開放的態度。這種秘密性是制定外交政策的框架所必需的。二次大戰所造成的災難，嚴重危害整體人類的生存，令世人明白到國際關係的重要。故此，即使外交政策仍然是秘密地制定，學者開始把國際關係置於政治科學的學術結構框架底下研究。學術機構陸續就相關議題設立研究生課程。相關研究亦得到支持和鼓勵，逐漸地，國際關係成為世界各國大學的學術課程。
圍繞外交政策寫作的人可以分為兩類：第一類作者將國際政治和外交政策視為同一個研究範疇，他們認為外交政策是國際政治的源頭，而非國際政治的實質。他們的研究視外交政策為國際政治的附屬品而非主體。而第二類作者則完全聚焦於外交政策的制定。第二類作者的著作雖然是向為外交政策擬定基礎理論邁進，但至今仍然未有實質的嘗試。不過亦有意見認為漢斯·摩根索對外交政策的主要要素的研究已經涵蓋了這個主題的大部份。

## 國際關係理論
國際關係理論的研究集中在國際關係層面，對國與國之間的整體溝通有所貢獻。